# 小埃馬河

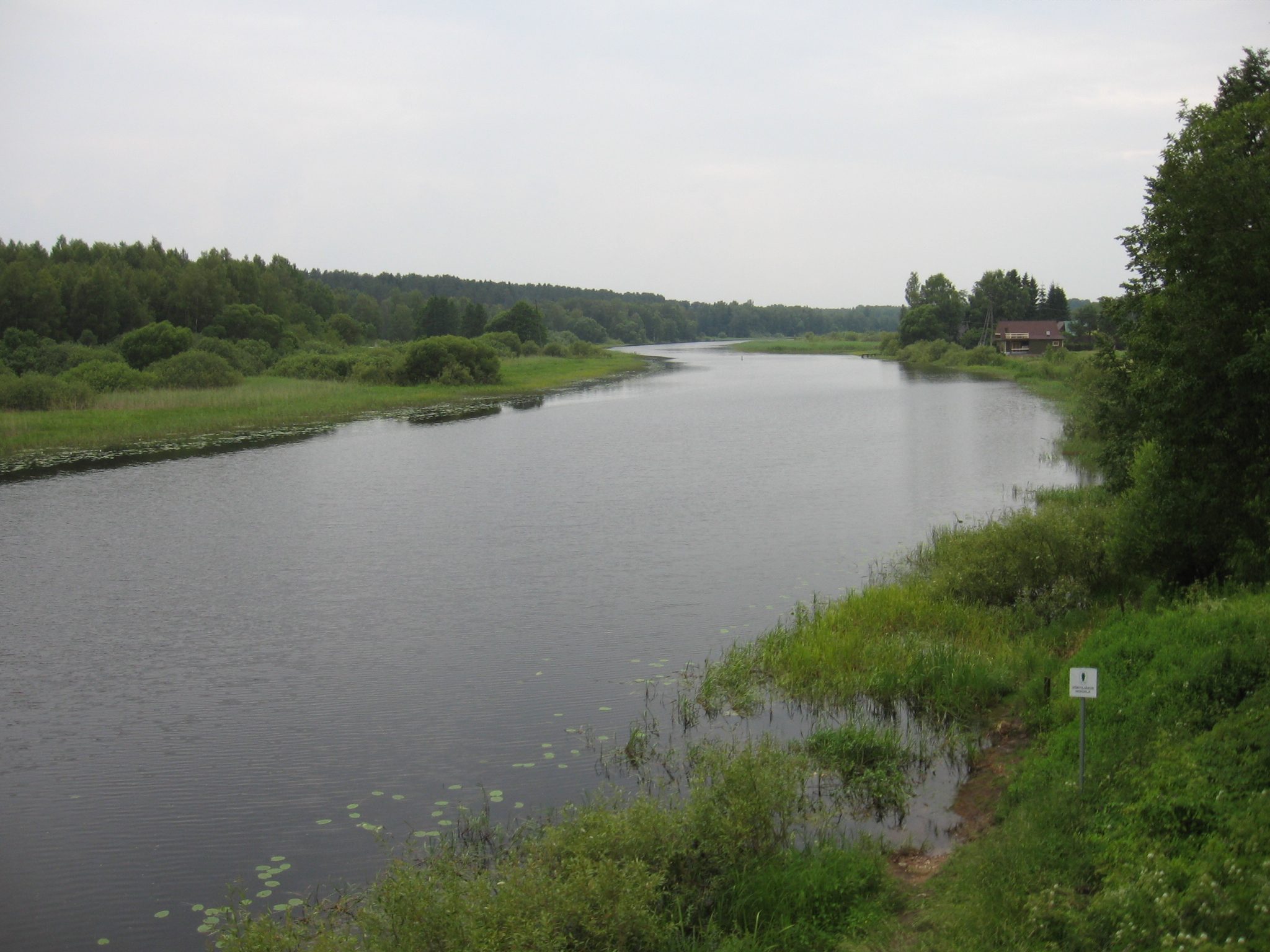
小埃馬河

小埃馬河是愛沙尼亞的河流，由瓦爾加縣負責管轄，河道全長82公里，流域面積1,380平方公里，發源自奧泰佩高地皮哈湖，最終注入沃爾茨湖。